# Fokker C.VIII
Fokker C.VIII là một loại máy bay trinh sát chế tạo tại Hà Lan vào cuối thập niên 1920. Dự định chính là dùng nó làm máy bay trinh sát không ảnh, đây là máy bay lớn nhất trong kiểu máy bay trinh sát do Fokker chế tạo thời kỳ này. Nó có buồng lái dành cho kíp lái ba người. Ngoài ra nó l=còn là máy bay đầu tiên của Fokker thuộc kiểu trinh sát là máy bay một tầng cánh.

## Biến thể
- C.VIII – phiên bản trên bộ, dùng động cơ Hispano-Suiza 12Lb (1 chiếc)
- C.VIII-W – phiên bản thủy phi cơ, dùng động cơ Lorraine-Dietrich (9 chiếc)

## Quốc gia sử dụng
Hà Lan
- Hải quân Hoàng gia Hà Lan

## Tính năng kỹ chiến thuật (C.VIII-W)
Đặc điểm tổng quát
- Kíp lái: 3
- Chiều dài: 11,50 m (37 ft 9 in)
- Sải cánh: 18,10 m (59 ft 5 in)
- Chiều cao: 3,80 m (12 ft 6 in)
- Diện tích cánh: 44,0 m2 (474 ft2)
- Trọng lượng rỗng: 1.915 kg (4.222 lb)
- Trọng lượng có tải: 2.750 kg (6.063 lb)
- Powerplant: 1 × Lorraine-Dietrich, 340 kW (450 hp)

Hiệu suất bay
- Vận tốc cực đại: 195 km/h (121 mph)
- Tầm bay: 900 km (560 dặm)
- Trần bay: 4.300 m (14.100 ft)

Vũ khí trang bị
- 3 × súng máy 7,9 mm (.31 in)